# Campeonato Brasiliense Terceira Divisão
Il Campeonato Brasiliense Terceira Divisão era il terzo e ultimo livello calcistico del Distretto Federale, in Brasile.

## Albo d'oro
- 2006 Legião
- 2007 Santa Maria
- 2008 Brazsat
- 2009 Capital

## Titoli per squadra
| Squadra     | Città            | Titoli |
| ----------- | ---------------- | ------ |
| Brazsat     | Recanto das Emas | 1      |
| Capital     | Guará            | 1      |
| Legião      | Brasilia         | 1      |
| Santa Maria | Santa Maria      | 1      |